# 力士I
力士I（りきし1）は、1994年9月にSANKYOが発売した、センター役物の中に盃を持った力士が配置されているパチンコ機のシリーズ名。
力士IとCR力士Iの2機種がある。

## 概要
貯留型の羽根モノタイプ。2つのバージョンが同時に発売された。それぞれ2チャッカーの位置に電チューが配置されており、左右肩の「START」チャッカーを玉が通過すると電チューが開放される。CR機は大当たりラウンドが最大で15回継続する3回ワンセットタイプで、初回大当たりが終わった後は以後2回大当たりまで電チューの開放時間が延長される。通常時は0.3秒の開放だが、大当たり後は約6秒まで延長されるのでV入賞が狙いやすくなる。力士Iは、オーソドックスな羽根モノタイプで、賞球数や大当たりラウンドの最大継続数が異なる。CR機とゲームシステムは変わらないが、大当たり後に電チューの開放時間が延長される仕組みは搭載されていない。

## スペック
- 力士I
  - 賞球数 7&13
  - 大当たり最高継続 8R
  - 最大貯留 1個
- CR力士I
  - 賞球数 5&15
  - 大当たり最高継続 15R
  - 最大貯留 1個

## 演出
センター役物の羽根が開放されると、同時に役物内側の「大入」ウイングも作動する。このウイングに導かれて力士が持つ盃に玉が到達すると大当たりのチャンスとなる。大当たり中は、羽根が4回開放するまでの間、内側のウイングが横向きの状態で停止する。盃内に1個貯留することが可能で、羽根が4回開放した後に力士の口が開き盃が上がり、玉はそのまま力士の口に飲み込まれ、まわしの後ろから足元に1個貯留される。10カウントか羽根開閉18回後に貯留は解除される。この貯留玉がVゾーンを外れることはほぼなく、貯留されれば高確率で大当たりラウンドが継続する。

## サウンドトラック
- 『パチンコ・ミュージック・フロム SANKYO FEVER WARS』 キングレコード、1998年8月21日。KICA-1217。
  - BGMが収録されている。